# Black Op
Black op is een Belgische stripreeks die begonnen is in februari 2005 met Stephen Desberg als schrijver en Hugues Labiano als tekenaar.

## Albums
Alle albums zijn geschreven door Stephen Desberg, getekend door Hugues Labiano en uitgegeven door Dargaud Benelux.
1. Black op 1
2. Black op 2
3. Black op 3
4. Black op 4
5. Black op 5
6. Black op 6
7. Black op 7
8. Black op 8